# Sidney Souers
Sidney Souers (Dayton, 30 marzo 1892 – Saint Louis, 14 gennaio 1973) è stato un militare e politico statunitense.

## Biografia
Ufficiale della United States Navy, nel 1932 entrò nella riserva. Richiamato in servizio nel 1940, nel 1944 divenne vicedirettore dell'intelligence della Marina statunitense, con il grado di contrammiraglio.
Sostenitore di un sistema di intelligence unificato, Souers fu nominato primo direttore dell'intelligence, il 23 gennaio 1946 dal presidente Harry S. Truman, come responsabile del Central Intelligence Group (CIG).
Dal 1947 al 1950 fu segretario esecutivo del Consiglio per la sicurezza nazionale, da allora consulente del presidente per gli affari esteri e militari, fino al 1953.